# David Griffith
David Griffith, var en brittisk bobåkare. Han deltog vid olympiska vinterspelen 1928 i Sankt Moritz och placerade sig på tionde plats.